# 옛날의 금잔디 (드라마)
《옛날의 금잔디》는 1991년 7월 8일부터 이듬해 4월 17일까지 방영된 한국방송공사 1TV 일일연속극으로, 아버지를 중심이 되어 각기 서로 다른 성격의 다섯 자녀들의 가족을 통해 서민들의 이야기를 그린 홈드라마다.

## 등장 인물
- 이낙훈(윤인섭) : 칠순을 맞은 아버지, 사설학원 강사
- 김영옥(박 여사) : 인섭 부인, 인종의 미덕을 지닌 어머니
- 이효춘(신혜선) : 맏며느리, 영환의 아내
- 노주현(윤영호) : 윤인섭 차남
- 김영애(오정미) : 둘째 며느리, 부잣집 딸
- 홍요섭(윤영준) : 윤인섭 삼남(막내), 고교 중퇴의 반항아
- 박성미(성정애) : 막내며느리, 야무진 성격
- 임예진(윤영신) : 외동딸
- 정한용(민기훈) : 영신 남편
- 김용건(윤영환) : 윤인섭 장남, 빚 때문에 미국으로 도피 (중도 투입)
- 유호정(윤다혜) : 영환, 혜선 장녀, 전문대 출신
- 이재룡(현규) : 다혜 연인
- 신은경(윤다영) : 영환과 혜선의 차녀, 반항적인 고교생 → 재수생
- 오영훈(윤민우) : 영호, 정미 아들, 낙천적인 고교생 → 재수생
- 김효선, 오영갑, 이한수, 정소희, 故 한경선, 허진, 김하균 (윤민우의 담임교사), 심재원, 최은숙, 박현정, 장희진, 정소희, 임성원, 반효정, 배도환 (택시기사), 조현숙 (간호사)

## 수상
- 1991년 KBS 연기대상 대상 이낙훈
- 1991년 KBS 연기대상 남자 우수연기상 홍요섭
- 1992년 제28회 백상예술대상 TV부문 남자 최우수연기상 이낙훈
- 1992년 제28회 백상예술대상 TV부문 여자 인기상 김영옥
- 1992년 제19회 한국방송대상 TV부문 남자 탤런트상 이낙훈
- 1993년 제29회 백상예술대상 TV부문 여자 신인연기상 유호정

## 참고 사항
- 노인 문제, 부모 봉양, 형제 간의 우애와 알력, 이혼 등의 사회 문제를 다루어, 무거운 주제와 잔잔한 전개로 시청률이 낮을 것이라는 우려와는 달리 시청자들의 공감대를 형성시켰으며 큰 호응을 얻었다.[2]
- 그동안 TV드라마에서 다루길 피해온 노인 문제를 사실적으로 그려내어 항의를 받기도 했으나, 노인들을 위한 시설이 잘 갖추어져야 한다는 것을 강조하며 사회적으로 긍정적인 영향을 미쳤다.[3]
- 70대 노인의 노인성 치매 증세를 적나라하게 묘사한 부분이 제작진들로 하여금 비상대책회의를 열게 할 만큼 큰 파장을 일으켰으나, 현대인들에게 가족의 의미와 사랑을 생각해볼 기회를 마련해주었다는 평이 있었다.[4]
- 큰며느리를 잊지 못해 독신으로 지내는 인물의 등장, 외동딸이 나가는 레스토랑의 사장이 홀아비라는 설정 등이 이전 통속적 멜로드라마의 틀을 벗어나지 못했으며, 착하기만 한 몇몇 인물들의 등장이 사실성을 반감시켰다는 비난을 샀다.[5]
- 무분별한 언어사용 때문에 방송위원회부터 비속어 등의 자제를 권고받았다.[6]
- 1991년 12월 2일, 100회를 맞았다.[7]
- 오랜 투병 끝에 해당 드라마로 연기 재개를 했던 이낙훈은 KBS 연기대상, 백상예술대상, 한국방송대상에서 모두 수상을 하는 영예를 얻었다.[8]
- 해당 드라마 내에서 대입 낙방생 연기를 했던 신은경, 오영훈과 이금림 작가의 아들이 모두 실제로 대학 입시에서 낙방의 고배를 마신 바가 있다.[9]
- 정한용은 해당 드라마에서의 흡연 장면으로 금연의 날(5월 31일)을 앞두고 흡연탤런트 1위에 선정되었다.[10]